# Вони зустрілися на шляху
«Вони зустрілися на шляху» (рос. «Они встретились в пути») — радянський художній фільм 1957 року, знятий на кіностудії «Мосфільм».

## Сюжет
Двоє молодих людей з провінції приїжджають до Ленінграда вступати до педінституту. Вона — вступає, він — не вступає, але залишається в місті, щоб вступити наступного року. Дівчина допомагає йому підготуватися, а сама запускає навчання.

## У ролях
- Віктор Авдюшко —  Макар Семенов
- Роза Макагонова —  Кудрявцева Наталія (Тася)
- Микола Коміссаров —  професор
- Михайло Меркулов —  Вовка Личков
- Ніна Дорошина —  Олена Крапивіна (Льолік)
- Олексій Кожевников —  Костя Вавілов
- Лариса Кронберг (Соболевська) —  Соня Марлевська
- Петро Щербаков —  Туманов Сергій Федорович (студент-альпініст)
- Віра Васильєва —  Анна Іванівна Личкова (сусідка Макара)
- Олена Тяпкіна —  Марія Іванівна (мати Тасі)
- Микола Свєтловідов —  викладач
- Віра Бурлакова — епізод

## Знімальна група
- Режисер — Тетяна Лукашевич
- Сценарист — Леонід Пантелєєв
- Оператор — Семен Шейнін
- Композитор — Василь Дєхтєрєв
- Художник — Георгій Турильов